# Oyakodon

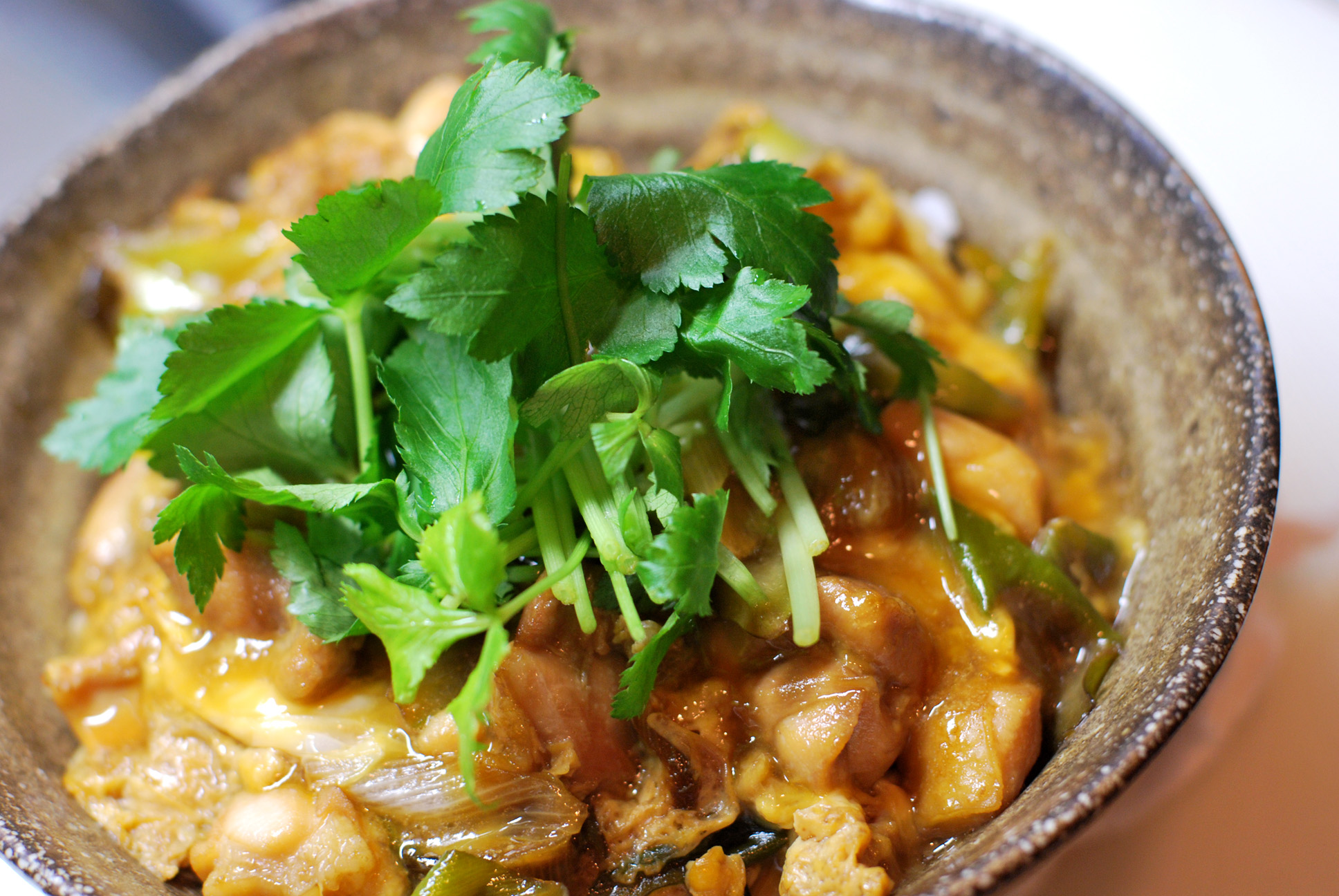
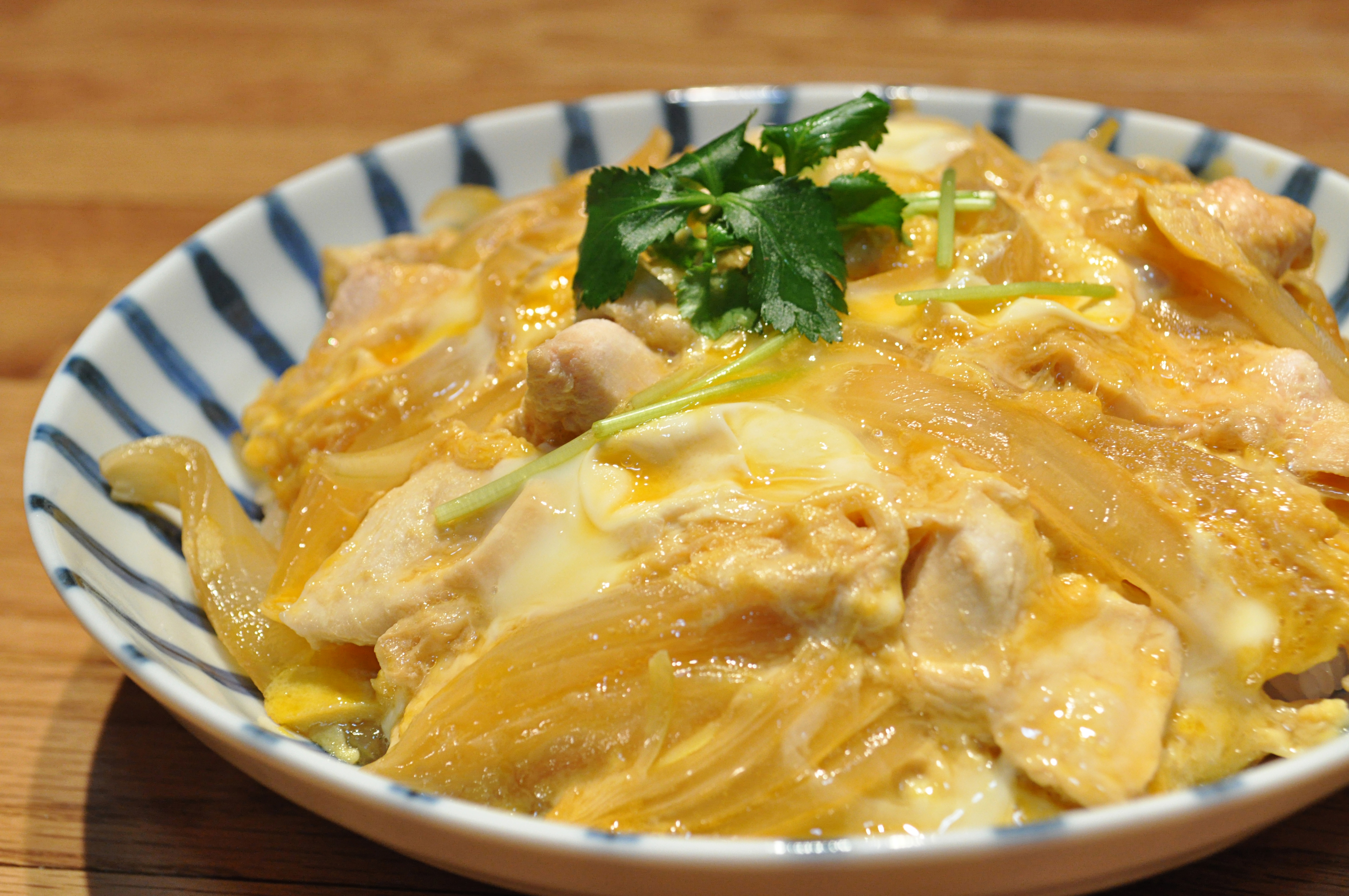
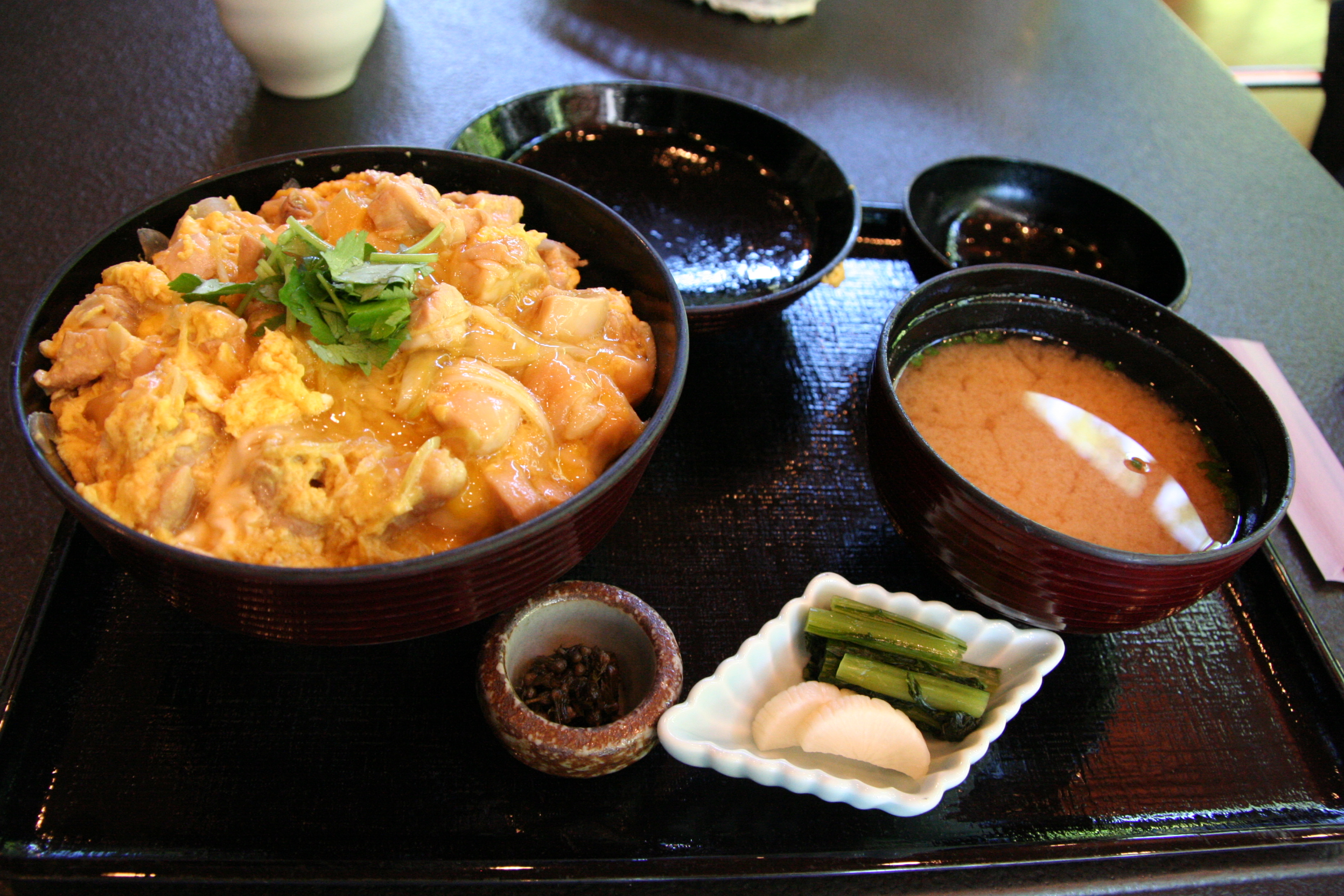

L'oyakodon (親子丼) est un donburi, un mets japonais composé d'une garniture sur un bol de riz.
Oyako signifie « parent et enfant » car ce plat est élaboré avec du poulet (= 親, « parent ») et des œufs (= 子, « enfants »). Dans le même esprit, il existe aussi le kaisen oyakodon (海鮮親子丼) composé de saumon et d’œufs de saumon (ikura). 
L'oyakodon est par ailleurs assaisonné en général avec du dashi, du mirin et de la sauce de soja. Il existe aussi préparé avec des udon à la place du riz. Il porte dans ce cas le nom de « oyako udon » (親子うどん).